# Baeus castaneus
Baeus castaneus är en stekelart som beskrevs av Jean-Jacques Kieffer 1908. Baeus castaneus ingår i släktet Baeus och familjen Scelionidae. Inga underarter finns listade.